# Microsoft Streets & Trips
Microsoft Streets & Trips是微软公司基于Microsoft MapPoint技術开发的一款地图程序。该软件最初由NextBase Ltd.公司开发，1988年发布首个版本，该公司于1994年被微软收购。此软件的主要竞争对手是DeLorme公司的Street Atlas系列软件。Microsoft Streets & Trips软件最终于2013年停止更新，相关支持于2015年停止，接替者是Bing地图。软件的最终版本是2012年7月1日发布的2013 (19.00.18.2600)。该软件有一个配有GPS定位器的套装款（Streets & Trips with GPS Locator），用户可将该设备插入笔记本电脑的USB端口，在旅途中使用导航功能。
Microsoft Streets & Trips支持美国、加拿大、墨西哥等美洲国家。名为Microsoft AutoRoute的欧洲版本则覆盖了超过37个欧洲国家。

## 兼容性
Streets & Trips 2006及此后的版本兼容Windows Vista及后续版本的现代操作系统。